# Paradidactylia subflavus
Paradidactylia subflavus är en skalbaggsart som beskrevs av Rudolph Petrovitz 1969. Paradidactylia subflavus ingår i släktet Paradidactylia och familjen Aphodiidae. Inga underarter finns listade i Catalogue of Life.